# Chirita eberhardtii
Chirita eberhardtii är en tvåhjärtbladig växtart som beskrevs av François Pellegrin. Chirita eberhardtii ingår i släktet Chirita och familjen Gesneriaceae. Inga underarter finns listade i Catalogue of Life.